# Фуркат
Фуркат (справжнє ім'я — Закірджан Халмухамедов; узб. Zokirjon Xolmuhammad o `g` li Furqat; *1858, Коканд — 1909, Яркенд) — узбецький поет, просвітитель і публіцист, один з основоположників узбецької журналістики.

## З біографії та творчості
Закірджан Халмухаммед, який узяв собі псевдонім Фуркат (означає «Розлука») народився в 1858 році в Коканді в сім'ї дрібного торгівця-ремісника. Він навчався в мектебі, потім у медресе. Працював прикажчиком.
У 1889 році Фуркат переїхав до Ташкента і оселився в медресе Кукельдаш. У Ташкенті поет прожив два роки. Це був найплідніший період у творчості Фурката.
Його вірші-газелі — найкращі зразки узбецької ліричної поезії кінця XIX — початку XX століть. Чимало віршів Фурката продовжили своє життя як популярні народні пісні.
Фуркат був першим публіцистом серед узбецьких поетів, писав про потребу оволодіння російською мовою для всебічного вивчення російської науки і техніки. Фуркат прагнув до освіти для широких верств народу, щоб через російську мову долучитися до світової культури.
У 1891 році Фуркат виїхав з Ташкента до Самарканду. Потім побував у Османській імперії, Грецькому королівстві, Болгарському князівстві, Єгипті. У 1892 році Фуркат вирушив до Аравії, в Мекку. Восени 1892 року Фуркат прибув до Бомбея. Звідси він почав свою подорож Британською Індією. Побував у Кашмірі та Кашгарі.
У 1894 році переслідуваний знаттю за викривальні вірші Фуркат змушений був перебратися до китайської провінції Сіньцзян, де оселився в Яркенді.
Твори: «Гімназія», «Про науку», «Про театр», «Рояль», «Суворов», «Про призначення поета і височини поезії». У сатиричних творах Фуркат виступав проти соціальної нерівності, деспотизму й тиранії.
Разом з Мукімі Фуркат очолював плеяду прогресивних поетів (Завкі, Аваз та ін.). Виступивши на чолі просвітницького руху у суспільній думці та літератури, Фуркат розкрив значення російської культури для розвитку рідного краю та його інтелігенції. Просвітницькі ідеї Фурката, його однодумців і послідовників відіграли значну роль у розвитку узбецької літератури, філософії та педагогіки, в боротьбі проти феодально-патріархальних устоїв.